# 6755 Solovʹyanenko
6755 Solovʹyanenko (1976 YE1) là một tiểu hành tinh vành đai chính được phát hiện ngày 16 tháng 12 năm 1976 bởi L. I. Chernykh ở Đài vật lý thiên văn Crimean.